# Amazon MGM Studios
Amazon MGM Studios — теле- та кінопродюсер і дистриб'ютор, який є дочірньою компанією Amazon. Спеціалізується на розробці телевізійних серіалів, розповсюдженні та виробництві фільмів. Розпочато наприкінці 2010 року. Контент розповсюджується через кінотеатри та Amazon Prime Video, сервіс потокового цифрового відео Amazon, серед конкурентів якого, серед інших, — Netflix і Hulu.

## Огляд
Сценарії для телебачення та фільмів раніше надсилалися онлайн на Amazon і читалися персоналом; однак на веб-сайті зазначено, що вони більше не приймають подання. Amazon прагнув розглянути надіслані сценарії протягом 90 днів (хоча процес може тривати довше). Якщо проект обирали для розробки, письменникові платили 10 тис. доларів. Якщо розроблений сценарій був обраний для прокату як повнобюджетний фільм, творець отримував 200 000 доларів; якщо він був обраний для розповсюдження як повнобюджетний серіал, творець отримав $55 000, а також «до 5 відсотків чистих надходжень Amazon від ліцензування іграшок і футболок, а також інші роялті та бонуси».
У 2008 році Amazon розширив виробництво фільмів, випустивши фільм «Викрадена дитина» з 20th Century Fox. У липні 2015 року Amazon оголосила, що придбала новий фільм Спайка Лі, Chi-Raq, як свій перший оригінальний фільм Amazon.
Amazon Studios також випустила свою єдину серію коміксів, Blackburn Burrow, у 2012 році для безкоштовного завантаження. Він містив опитування, яке дозволяло Amazon збирати відгуки, щоб визначити, чи варто робити комікс у фільмі.
27 липня 2017 року було оголошено, що, починаючи з релізу Колесо чудес у грудні 2017 року, Amazon Studios стане власною компанією, що самостійно розповсюджує. Раніше Amazon Studios покладалася на кілька зовнішніх студій для розповсюдження своїх проектів. Компанія також придбала глобальні телевізійні права на «Володаря кілець» за 250 мільйонів доларів. Однак у Amazon все ще є зовнішні клієнти розповсюдження за межами Сполучених Штатів, такі як Elevation Pictures у Канаді, а також Warner Bros. і StudioCanal у Великобританії та Франції.
У квітні 2018 року Amazon Studios оголосила, що більше не прийматиме відкриті подання сценаріїв.
У січні 2022 року Вестбрук підписав багаторічну угоду першого погляду з Amazon Studios. Того ж місяця Amazon Studios підписала десятизначну угоду з 87North Productions.
У листопаді 2022 року було оголошено, що Дженніфер Салке, окрім Amazon Studios, отримає повний контроль над кіно- та телевізійними підрозділами MGM, а Брертон залишить посаду головного операційного директора та стане віце-президентом PVS з корпоративної стратегії MGM+ та MGM Alternative Television.